# 奥中山郵便局
奥中山郵便局（おくなかやまゆうびんきょく）は岩手県二戸郡一戸町にある郵便局である。民営化前の分類では集配特定郵便局であった。局番号は83083。

## 概要
住所：〒028-5199 岩手県二戸郡一戸町中山大塚133-2

## 沿革
- 1899年（明治32年）1月16日 - 中山郵便局（三等）として開局。同年5月1日より貯金取扱を、また9月16日より為替取扱を開始[1]。
- 1918年（大正7年）11月1日 - 奥中山郵便局に改称[2]。
- 1939年（昭和14年）
  - 10月23日 - 電信及び電話通話事務開始（電報配達及び呼出事務は行わず）[3]。
  - 12月21日 - 電報配達及び呼出事務開始[4]。
- 1977年（昭和52年）9月28日 - 電話交換業務を二戸電報電話局に移管[5]。
- 2007年（平成19年）10月1日 - 民営化に伴い、併設された郵便事業二戸支店奥中山集配センターに一部業務を移管。
- 2012年（平成24年）10月1日 - 日本郵便株式会社発足に伴い、郵便事業二戸支店奥中山集配センターを奥中山郵便局に統合。

## 取扱内容
- 郵便、印紙、ゆうパック、内容証明
- 貯金、為替、振替、振込、国債
- 生命保険、バイク自賠責保険
- ゆうちょ銀行ATM
- 二戸郡一戸町内と岩手郡葛巻町の一部（〒028-51xx）の集配業務

## 周辺
- 一戸町役場奥中山支所
- 一戸町立奥中山中学校
- 一戸町立奥中山小学校
- 岩手県立みたけ支援学校 奥中山分校
- 国道4号

## アクセス
- IGRいわて銀河鉄道線 奥中山高原駅より徒歩約9分
- 岩手県北バス 中山停留所下車後、徒歩約13分
- 駐車場あり：5台